# Парламентские выборы на Арубе (2021)
Парламентские выборы 2021 года на Арубе прошли 25 июня. На них избирался 21 депутат парламента Арубы. Выборы стали десятыми со времени получения автономии от Нидерландов в 1986 году. Первоначально выборы были запланированы на сентябрь 2021 года, но были перенесены на более ранний срок в результате отставки правительства после того, как было возбуждено уголовное дело против одной из правящих партий коалиции «Гордые и уважаемые люди» за хищение государственных денег.

## Избирательная система
21 член Парламента Арубы избирается по открытым спискам на основе пропорционального представительства по единому национальному округу.

## Результаты
| Партия                                                               | Партия                                              | Голоса | %     | Места | +/-   |
| -------------------------------------------------------------------- | --------------------------------------------------- | ------ | ----- | ----- | ----- |
|                                                                      | Народное избирательное движение                     | 20 700 | 35,32 | 9     | 0     |
|                                                                      | Народная партия Арубы                               | 18 335 | 31,28 | 7     | -2    |
|                                                                      | RAIZ                                                | 5474   | 9,34  | 2     | +2    |
|                                                                      | Движение суверенитета Арубы                         | 4681   | 7,99  | 2     | +2    |
|                                                                      | Действие 21                                         | 3410   | 5,82  | 1     | новая |
|                                                                      | Патриотическая партия Арубы                         | 1809   | 3,09  | 0     | 0     |
|                                                                      | Демократическая избирательная сеть                  | 1784   | 3,04  | 0     | -1    |
|                                                                      | Гордые и уважаемые люди                             | 661    | 1,13  | 0     | -2    |
|                                                                      | Патриотический прогрессивный союз                   | 621    | 1,06  | 0     | 0     |
|                                                                      | Pueblo Prome                                        | 574    | 0,98  | 0     | новая |
|                                                                      | Объединённые христиане, усиливающие потенциал Арубы | 312    | 0,53  | 0     | 0     |
|                                                                      | Hubentud Treciendo Cambio                           | 574    | 0,98  | 0     | новая |
| Недействительных/пустых бюллетеней                                   | Недействительных/пустых бюллетеней                  | 890    | 1,50  | -     | -     |
| Всего                                                                | Всего                                               | 59 500 | 100   | 21    | 0     |
| Зарегистрированных избирателей / Явка                                | Зарегистрированных избирателей / Явка               | 70 283 | 84,66 | -     | -     |
| Источник: Censo Архивная копия от 14 августа 2021 на Wayback Machine |                                                     |        |       |       |       |

## Последующие события
Партия Избирательное движение народа (MEP) во главе с премьер-министром Эвелин Вевер-Крус получила наибольшее число голосов, обогнав Народную партию (AVP). Напротив, её партнёры по коалиции, Демократическая избирательная сеть, а также «Гордые и уважаемые люди» потерпели поражение и оказались вне парламента.
Три других формирования, RAIZ, Движение суверенитета Арубы и недавно созданная «Действие 21», со своей стороны, получили места впервые в своей истории. Избирательное движение народа и Народная партия Арубы исключили любую коалицию между собой, поэтому три миноритарные партии оказались в выигрышном положении и объявили о своём намерении работать вместе, чтобы получить с одной из двух основных партий коалиционное правительство, которое больше удовлетворяет их программам.
На инаугурационной сессии нового законодательного органа, организованной 8 июля, Избирательное движение народа и RAIZ объявили о заключении соглашения о создании коалиции.